# ドラマNEO
『ドラマNEO』（ドラマネオ）は、2012年4月から2014年3月までTBSで月曜24:28 - 25:07（火曜未明0:28 - 1:07、JST）に放送されていたテレビドラマの放送枠である。

## 概要
TBSでは、2010年10月から深夜ドラマ枠を金曜深夜に放送してきたが、2012年4月からは同枠の時間帯をバラエティ枠に変更。当枠は、2011年10月から2012年3月まで放送された『フライデードラマNEO』を枠移動および改題し、時間を拡大して放送される。同時に字幕放送も対応している。
当枠はローカルセールス枠であるため、一部系列局では遅れネットまたは非ネットとなる。
2013年4月期の『放課後グルーヴ』からは、放送時間が月曜24:28 - 25:07の放送となる。
『ダークシステム 恋の王座決定戦』が終了した2014年3月で廃枠となり、後番組はバラエティ番組となるが、代わりに2014年4月から長年バラエティ番組が放送されていた火曜22時台に『火曜ドラマ』の枠名として連続ドラマを放送することになり、TBS制作の深夜ドラマ枠は一旦無くなった。2015年10月に『木曜ドラマ劇場』を廃枠にした後に『水ドラ!!』で1年半ぶりに深夜ドラマ枠が再設定されたものの、2017年の10月期の改編をもって終了した。

## 作品リスト

### 2012年
- 放課後はミステリーとともに（2012年4月23日 - 6月25日）
  - 制作協力 - 東宝映画
  - 出演：川口春奈、速水もこみち ほか
- 走馬灯株式会社（2012年7月16日 - 9月17日）
  - 制作協力 - ホリプロ
  - 出演：香椎由宇 ほか
- イロドリヒムラ（2012年10月15日 - 12月17日）
  - 制作協力 - ケイマックス
  - 出演：日村勇紀（バナナマン） ほか

### 2013年
- 終電バイバイ（2013年1月14日 - 3月18日）
  - 制作協力 - ROBOT
  - 出演：濱田岳 ほか
- 放課後グルーヴ（2013年4月22日 - 6月24日）
  - 制作協力 - 光和インターナショナル
  - 出演：高梨臨 ほか
- 天魔さんがゆく（2013年7月15日 - 9月23日）
  - 制作協力 - アットムービー
  - 出演：堂本剛 ほか
- 変身インタビュアーの憂鬱（2013年10月21日 - 12月23日）
  - 制作協力 - ジェイ・ストーム
  - 出演：中丸雄一 ほか

### 2014年
- ダークシステム 恋の王座決定戦（2014年1月20日 - 3月24日）
  - 制作協力 - ジェイ・ストーム
  - 出演：八乙女光 ほか